# Nuestras madres
Nuestras madres es la ópera prima del cineasta César Díaz estrenada en 2019. La película profundiza en la dramática búsqueda de los desaparecidos del conflicto armado en Guatemala y las secuelas del terror afianzado por las fuerzas represivas del Estado guatemalteco. La violencia contra la población y específicamente contra las mujeres, las violaciones masivas forman parte de este relato que, entre otros premios, ha sido distinguido en el festival de Cannes con la Cámara de Oro. 

## Sinopsis
En Guatemala empieza el juicio de los oficiales militares que comenzaron la guerra civil. Los testimonios de las víctimas siguen llegando. Ernesto, un joven antropólogo de la Fundación Forense, identifica a las personas que han desaparecido. Un día, a través de la historia de una anciana, Ernesto cree que ha encontrado una pista que le permitirá encontrar a su padre, un guerrillero que desapareció durante la guerra.  

## Argumento
El protagonista, un antropólogo forense obsesionado por la figura paterna interpretado por el actor mexicano Armando Espitia recompone sobre la mesa los huesos de un cadáver. Memoria y silencio en uno de los conflictos más cruentos de América Latina a principios de los ochenta bajo el mando del general Romeo Lucas García primero y posteriormente con el aún más sanguinario Efraín Ríos Montt que se cebó con miles de civiles, activistas sociales, estudiantiles y sindicales, y, sobre todo, con la población indígena.
La película está filmada en parte en Pambach, en el departamento norteño de Alta Verapaz, cuya comunidad fue masacrada por el Ejército. Fueron 18 días de rodaje con más  
A partir del relato de un grupo de mujeres maya y la declaración final de la madre del protagonista de la película César Díaz poner sobre la mesa la herencia que todavía sufre la población de Guatemala tras el genocidio que sufrió en los años 80 después del golpe de Estado militar. Dos mujeres Aurelia Caal que quiere recuperar los huesos de su marido y que podría tener una pista sobre el padre del forense y la madre del protagonista están unidas por la misma atrocidad.

## Otros datos
La idea de la película comenzó en 2012 con la tesis de grado de César Díaz y que en 2014 se convirtió en un guion que tres años más tarde era ya una realidad en papel, se produjo y grabó durante el primer semestre de 2018. El director se formó entre Bélgica y Francia durante 20 años.  
La productora ejecutiva y presidenta de la Asociación Guatemalteca del Audiovisual y la Cinematografía, es Pamela Guinea.
La crítica considera que se trata de una sólida película sobre la identidad, sobre el silencio y el perdón, pero sus méritos se basan sobre todo en su carácter testimonial más que en la fuerza de sus imágenes, en su historia más que en su alcance cinematográfico.
Entre quienes protagonizan la película además del actor mexicano Armando Espitia destacan Emma Dib, el escritor y poeta guatemalteco Julio Serrano Echeverría y Aurelia Caal.

## Premios y reconocimientos
- 2019: Festival de Cannes: Cámara de Oro: Mejor ópera prima[6]
- 2019: Festival de La Habana: Mención especial
- En la Semana de la crítica el premio de la Sociedad de Autores y Compositores Dramáticos (SACD)[6]
- Premio "Rail d'or" del sindicato de ferrocarrileros[6]